# Voltamètre
Ne doit pas être confondu avec Voltammétrie ou Voltmètre.
Un voltamètre est un dispositif d'électroanalyse qui permet la mesure d'une quantité d'électricité par le suivi de l'avancement d'une réaction électrochimique quantitative. Il s'agit d'une méthode coulométrique.

## Principe
Un voltamètre (ou coulomètre) est une cellule d'électrolyse qui permet de mesurer la quantité d'un produit formé (ou d'un réactif disparu) pendant la durée de l'expérience.
On peut distinguer, d'une part, les voltamètres destinés à mesurer les volumes de gaz formés (dioxygène et dihydrogène lors de l'électrolyse de l'eau) ; on parlera alors de voltamètres volumétriques. D'autre part, il existe les voltamètres destinés à mesurer la variation de masse d'une cathode sur laquelle une électrodéposition a lieu (dépôt de cuivre ou d'argent) ; on parlera ici de voltamètre gravimétrique.
En fin de compte, le but recherché est d'accéder à la quantité d'électricité écoulée durant l'électrolyse par l'application de la loi de Faraday à partir des quantités mesurées (volume ou masse). Ceci implique que le rendement faradique de la réaction électrochimique suivie soit de 100 %.

## Types de voltamètres

### Voltamètre gravimétrique
La quantité d'électricité ayant traversé le système est mesurée à partir de la pesée de la cathode, en cuivre ou en argent par exemple. Thomas Edison utilisa ces voltamètres comme instruments de mesure.

### Voltamètre volumétrique
Un voltamètre volumétrique permet de mesurer la quantité de courant ayant traversé le système grâce à la mesure du volume de gaz produit par la réaction chimique mise en jeu.
Voir : Voltamètre de Hofmann

## Histoire
Le mot de voltamètre fut forgé par John Frederic Daniell, par simplification du terme « volta-electrometer » introduit par Michael Faraday. Le terme voltamètre a longtemps été utilisé mais T.W. Richards a suggéré l'utilisation plus moderne du terme « coulomètre » qui semble plus explicite, puisqu'il s'agit d'un instrument de mesure d'une quantité d'électricité.
Les voltamètres, voltameter en anglais, étaient des coulomètres chimiques utilisés comme instruments de mesure d'une quantité d'électricité Q (exprimée en coulombs) à partir de la mesure du volume de gaz produit durant une électrolyse ou par la pesée de la masse d'un métal déposé. Avant l'invention de l'ampèremètre, les voltamètres étaient utilisés pour mesurer l'intensité du courant continu : le courant circulant dans un voltamètre avec des électrodes de fer ou de cuivre conduit, par électrodéposition, à un dépôt de métal sur la cathode dont la masse est directement proportionnelle à l'intensité du courant total (si celui-ci restait constant pendant la durée de l'électrolyse car la quantité d'électricité mesurée résulte de l'intégration de l'intensité du courant pendant la durée de l'expérience selon la loi de Faraday sur l'électrolyse).

## Confusion
Il  convient d'éviter la confusion entre la « voltammétrie » – avec deux m – qui donne accès à la cinétique électrochimique à partir du tracé des courbes intensité-potentiel (avec un potentiostat) et la « voltamétrie » – avec un seul m – qui consiste à mesurer une quantité d'électricité (en coulombs) grâce à l'utilisation d'un voltamètre. Les dénominations voltammétrie et voltammogramme – avec deux m – sont des anglicismes dérivés des termes anglais voltammetry et voltammogram (formés à partir de « volta- » et de ammeter qui signifie ampèremètre). Les termes français synonymes sont voltampérométrie et voltampérogramme.

## Sources
- August Wilhelm von Hofmann, Introduction to Modern Chemistry: Experimental and Theoretic; Embodying Twelve Lectures Delivered in the Royal College of Chemistry, London, Walton and Maberly, London, 1866.
- [PDF] Didier Devilliers et Éric Mahé, Cellules électrochimiques : aspects thermodynamiques et cinétiques - Applications aux générateurs et aux électrolyseurs industriels, L'Actualité chimique, janvier 2003, lire en ligne.